# Vicente Blasco Ibáñez
Vicente Blasco Ibáñez (født 29. januar 1867 i Valencia, død 28. januar 1928 i Menton) var en spansk forfatter. Han skrev både romaner, skuespil og digte; men hans navn er først og fremmest knyttet til ét værk: romanen (eller Mare Nostrum).